# Charadrius melodus
Il corriere canoro (Charadrius melodus, Ord 1824) è un uccello della famiglia dei Charadriidae.

## Sistematica
Charadrius melodus ha due sottospecie:
- Charadrius melodus circumcinctus
- Charadrius melodus melodus

## Distribuzione e habitat
Questo uccello nidifica in Canada e Stati Uniti d'America, in particolare lungo la costa atlantica, nelle Grandi Pianure, nella regione dei Grandi Laghi e su Saint-Pierre e Miquelon. In inverno si sposta a sud, dalla zona della Carolina del Nord - Carolina del Sud allo stato di Tamaulipas in Messico, e nei Caraibi (Cuba, Bahamas, Turks e Caicos). Si sono avuti altri avvistamenti anche su molte isole caribiche e nello stato di Sonora. È di passo su Antigua e Barbuda, Saint Kitts e Nevis, Saint Vincent e Grenadine e in Ecuador.